# Bahía Honda (vik i Colombia)
Bahía Honda är en vik i Colombia.   Den ligger i departementet La Guajira, i den norra delen av landet, 900 km norr om huvudstaden Bogotá. Arean är 9,5 kvadratkilometer.